# Желязны, Роджер
Ро́джер Джо́зеф Желя́зны (в другом переводе — Зилазни, англ. Roger Joseph Zelazny; 13 мая 1937[…], Юклид, Огайо[…] — 14 июня 1995[…], Санта-Фе, Нью-Мексико[…]) — американский писатель-фантаст.

## Биография
Роджер Желязны родился 13 мая 1937 года в городе Юклид (штат Огайо) в семье поляка Юзефа Желязны (Żelazny по-польски означает «железный») и ирландки Жозефины Суит Желязны. Уже в десять лет Роджер писал сказки. В 1955 году окончил среднюю школу и поступил на отделение психологии в кливлендский Кейсовский технологический институт. Сменил специальность, перейдя на отделение английской словесности с факультета психологии. Через два года он получил степень бакалавра и перебрался в Колумбийский университет (штат Нью-Йорк). В 1962 году получил степень магистра в Колумбийском университете по специальности «Драма Елизаветинской и Яковианской эпох».
В годы учёбы Желязны занимался дзюдо и восточными единоборствами, писал и издавал стихи, писал, но не издавал фантастические рассказы, учился играть в шахматы, изучал хинди и японский, увлёкся медитацией и мистикой.
В конце 1960 года вступил в ряды Национальной гвардии, прослужил в Техасе шесть месяцев. С 1963 года по 1966 год был резервистом армии США. Одно время входил в состав боевого расчёта ракет «Ника» (англ. Nike)[уточнить], а последние годы службы провёл в подразделении психологической войны, откуда и был с почётом уволен в запас.
В 1962 году журнал «Amazing Stories» опубликовал его первый рассказ «Игра страстей». Первую номинацию на премию «Хьюго» он получил за повесть «Роза для Экклезиаста» (1963), а в 1965 году его ждал полный успех — одна премия «Хьюго» и сразу две «Небьюла».
В 1964 году женился на Шэрон Стиберл (англ. Sharon Steberl) и развёлся в 1966 году. После Национальной гвардии он работал в системе социального страхования. В 1965 году его перевели на службу в Балтимор, штат Мэриленд, одновременно в 1967—1968 годах являлся секретарём-казначеем Ассоциации писателей-фантастов. В Балтиморе он встретил Джуди Кэллахан (англ. Judith Alene Callahan), на которой женился 20 августа 1966 года. Она родила ему троих детей — сыновей Девина (1971) и Джонатана Трента (1976), а также дочь Шаннон (1979).
В 1968 году, по совету Роберта Силверберга, Роджер Желязны заводит себе литературного агента. В 1969 году увольняется с государственной службы и становится профессиональным писателем. В 1975 году он с семьёй переезжает из Балтимора в Санта-Фе (штат Нью-Мексико). Известно, что Желязны перед смертью развёлся с женой и жил некоторое время с Джейн Линдскольд, с которой написал несколько романов.
В Санта-Фе Роджер Желязны написал большинство своих книг, получил чёрный пояс по айкидо, воспитывал своих детей и работал «чтецом» фантастических рассказов на радио.
На счету Р. Желязны около двадцати романов и четыре сборника рассказов. Он шесть раз получал премию «Хьюго», три — «Небьюла», один раз — французскую «Аполло», был удостоен премии журнала «Локус» за создание «Хроник Амбера». Написал несколько произведений в соавторстве с Филипом Диком, Фредом Саберхагеном, Томасом Т. Томасом и Робертом Шекли.
Серия романов «Хроники Амбера» объединена сквозным сюжетом и общими главными героями.
Роджер Желязны скончался 14 июня 1995 года на 59-м году жизни в больнице Сент-Висент города Санта-Фе от почечной недостаточности, вызванной колоректальным раком. Тело писателя было кремировано, а прах, согласно его воле, развеян над горами возле Санта-Фе.

### Хроники Амбера
Хроники Амбера состоят из двух серий по пять романов в каждой и нескольких рассказов в жанре фэнтэзи.
Первые пять книг рассказывают о приключениях Корвина, принца Амбера:
- 1970 — Девять принцев Амбера
- 1972 — Ружья Авалона
- 1975 — Знак Единорога
- 1976 — Рука Оберона
- 1978 — Владения Хаоса

В следующих пяти книгах второй серии главным героем является сын Корвина, Мерлин (Мерль Кори), маг и инженер-программист:
- 1985 — Карты Судьбы. Победитель премии Локус в 1986 году[11].
- 1986 — Кровь Амбера. Номинант премии Локус в 1987 году[11].
- 1987 — Знак Хаоса. Номинант премии Локус в 1988 году[11].
- 1989 — Рыцарь Теней
- 1991 — Принц Хаоса

Также Желязны написал несколько рассказов, относящихся к вселенной Амбера:
- 1985 — Пролог к «Картам Судьбы» (англ. Prologue from the Trumps of Doom)
- 1994 — Рассказ торговца (англ. The Salesman's Tale)
- 1994 — Сокрытая и Гизель (англ. The Shroudling and The Guisel)
- 1995 — Синий конь, Танцующие горы (англ. Blue Horse, Dancing Mountains)
- 1995 — Кстати о шнурке (англ. Coming to a Cord)
- 1996 — Зеркальный коридор (англ. Hall of Mirrors)

### Романы, повести, рассказы
- 1966 — «Этот бессмертный». Победитель премии Хьюго в 1966 году[11].
- 1966 — «Мастер сновидений»
- 1967 — «Князь Света». Номинант премии Небьюла в 1967 году[11], победитель премии Хьюго в 1968 году[11].
- 1969 — «Создания света, Создания тьмы»
- 1969—1973 — цикл о Фрэнке Сандау:
  - 1969 — роман «Остров Мёртвых». Номинант премии Небьюла в 1969 году[11].
  - 1973 — роман «Умереть в Италбаре»
  - 1973 — короткий рассказ «Свет Угрюмого» (или «Свет скорби») (англ. Dismal Light)
- 1969 — «Долина проклятий». Роман был экранизирован в 1977 году под одноимённым названием.
- 1971 — «Джек из Тени». Номинант премий Локус и Хьюго в 1972 году[11].
- 1973 — «Сегодня мы выбираем лица»
- 1976 — «Двери в песке». Номинант премий Небьюла (1975)[11] и Хьюго (1976)[11].
- 1976 — «Мост из пепла»
- 1979 — «Знаки дороги». Другой перевод названия «Дорожные знаки».
- 1980—1981 — цикл об «одержимом магией» колдуне Поле Детсоне:
  - 1980 — «Подменённый». Номинант премии Локус 1981 года[11].
  - 1981 — «Одержимый магией». Другой перевод названия «Одержимый волшебством».
- 1981 — «Очарованная земля». Номинант премии Локус 1982 года[11].
- 1982 — «Глаз кота»
- 1987 — «Тёмное путешествие»
- 1992 — «Здесь водятся драконы». Была написана в 1968—1969 годах, опубликована только в 1992 году.
- 1992 — «Там, в вышине». Была написана в 1968—1969 годах, опубликована только в 1992 году.
- 1993 — «Ночь в тоскливом октябре». Другие переводы названия — «Тоскливой октябрьской ночью», «Ночь в одиноком октябре». Последний роман Роджера Желязны. Номинант премии Небьюла в 1994 году[11].
- 2009 — «Брат мертвеца (англ. The Dead Man's Brother)». Другой перевод названия — «Покойся с миром». Была найдена в архиве после смерти писателя и издана в 2009 году. Книга написана в 1970—1971 годах[12].

### Работы в соавторстве
- 1963 — Кольцо царя Соломона (совместно с Джеральдом Хаусманом)
- 1976 — Господь Гнева (совместно с Филипом Диком)
- 1980 — Витки (совместно с Фредом Саберхагеном)
- 1990 — Чёрный трон (совместно с Фредом Саберхагеном)
- 1990 — Маска Локи (совместно с Томасом Т. Томасом)
- История рыжего демона (совместно с Робертом Шекли):
  - 1991 — Принеси мне голову прекрасного Принца
  - 1993 — Коль с Фаустом тебе не повезло. Другой перевод: «Коль в роли Фауста тебе не преуспеть».
  - 1995 — Театр одного демона
- 1992 — Вспышка[англ.] (совместно с Томасом Т. Томасом)
- 1994 — Дикие земли (совместно с Джеральдом Хаусманом[англ.])
- 1995 — После победы (англ. Forever After) (соавторы: Роберт Асприн, Дэвид Аллен Дрейк, Майкл А. Стекпол, Джейн Линдскольд)
- 1998 — Психолавка (совместно с Альфредом Бестером)

Желязны также был одним из авторов межавторского цикла «Дикие карты» (ред. Джорджем Р. Р. Мартином) (1987), написав рассказ под названием «Спящий».

### Посмертное соавторство
Две книги были начаты Роджером Желязны и дописаны его компаньоном и писательницей Джейн Линдскольд после смерти Желязны:
- 1997 — Доннерджек
- 1999 — Лорд Демон

Помимо этого, Джейн Линдскольд завершила начатый в соавторстве с Желязны сценарий к компьютерной игре «Хрономастер» (англ. «Chronomaster»).
Также Джон Грегори Бетанкур написал приквел по мотивам книг Роджера Желязны:
- 2002 — «Заря Амбера» — The Dawn of Amber.
- 2003 — «Хаос и Амбер» — Chaos and Amber.
- 2004 — «Правь Амбером!» — To Rule in Amber.
- 2005 — «Тени Амбера» — Shadows of Amber — переведена сообществом любителей в интернете.
- «Меч Хаоса» — Sword of Chaos (не опубликовано).

### Сборники
- 1967 — Четвёрка на будущее
- 1969 — Роза для Экклезиаста. Английское переиздание сборника «Четвёрка на будущее», полное название «Четвёрка на будущее: Роза для Экклезиаста» (англ. «Four for Tomorrow's: A rose for Ecclesiastes»). Краткое название идёт от одноимённого рассказа «Роза для Экклезиаста», впервые изданного в 1963 году.
- 1971 — Двери лица его, Пламенники пасти его
- 1976 — Имя мне — легион
- 1978 — Иллюстрированный Роджер Желязны
- 1980 — Последний защитник Камелота
- 1982 — Дилвиш проклятый. События рассказов в сборнике предшествуют событиям в романе «Очарованная земля».
- 1984 — Вариант Единорога. Другой перевод названия — «Вариации на тему Единорога». Премии Локус и Балрог 1984 года за лучший сборник рассказов.
- 1989 — Мороз и пламя
- 1992 — Кладбище сердца
- 2003 — Манна небесная. Сборник коротких рассказов Желязны, был опубликован спустя 8 лет после его смерти[15].

### Работы под псевдонимом Харрисон Денмарк
- 1963 — Ужасающая красота. Другие переводы названия — «Произведение необыкновенной красоты», «Нечто чудовищно красивое».
- 1963 — Ибо это есть царствие моё.
- 1963 — Монолог для двоих.
- 1963 — Пиявка из нержавеющей стали. Другое название перевода «Стальная пиявка».